# Фрежюс (кантон)
Фрежюс (фр. Fréjus) — кантон во Франции, в регионе Прованс — Альпы — Лазурный Берег (департамент — Вар, округ — Драгиньян).

## Состав кантона
По данным INSEE, в 2012 году площадь кантона — 102,27 км², включает в себя 1 коммуну, население — 42 247  человек, плотность населения — 413,1 чел/км².
| Коммуна | Французское название | Площадь, км² | Население, чел. (2012) |
| ------- | -------------------- | ------------ | ---------------------- |
| Фрежюс  | Fréjus               | 102,27       | 42 247                 |

В 2010 году в состав кантона входило 3 коммуны, численность населения составляла 56 908 человек.
| Коммуна                | Французское название    | Площадь, км² | Население, чел. (2012) |
| ---------------------- | ----------------------- | ------------ | ---------------------- |
| Баньоль-ан-Форе        | Bagnols-en-Forêt        | 42,9         | 2 565                  |
| Лез-Адре-де-л’Эстерель | Les Adrets-de-l’Estérel | 22,26        | 2 788                  |
| Фрежюс                 | Fréjus                  | 102,27       | 52 532                 |